# Accident de criticité

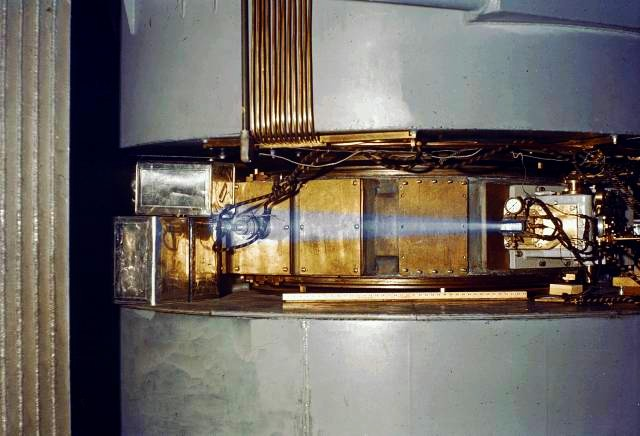
Flash bleu provoqué par un rayonnement ionisant, similaire à celui observé lors d'un accident de criticité.

Un accident de criticité (ou excursion nucléaire) est un accident nucléaire provoqué par une réaction nucléaire en chaîne involontaire et incontrôlée dans un combustible nucléaire fissile comme l'uranium ou le plutonium. Il s'accompagne d'une émission de rayonnements neutrons et gamma éventuellement intense, rapidement mortelle.

## Mécanisme
L’accident de criticité peut être défini comme une libération fortuite d’énergie survenant à la suite d’une réaction en chaîne de fission. Une telle situation peut se produire dans une installation lorsque la quantité de matière fissile présente est supérieure à la masse critique qui dépend de la géométrie et des propriétés physico-chimiques du milieu considéré.
L’excursion de puissance est accompagnée de l’émission intense de neutrons et de rayons gamma ainsi que de la production de produits de fission.

## Unité de mesure
La grandeur décrivant la criticité d’un milieu est caractérisée par le coefficient de multiplication effectif (ou facteur de multiplication effectif du système) : {\displaystyle k_{\text{eff}}} du milieu, qui traduit un bilan neutronique entre la production de neutrons par fission et les pertes par absorption et par fuite.
C'est le rapport des nombres de neutrons correspondant à deux générations successives de neutrons, calculé sur la base du devenir d'une génération de neutrons (une analogie fidèle pourrait être faite avec la natalité d'un pays pour une génération donnée, si ce n'est qu'avec les neutrons, le temps de vie entre deux générations serait de l'ordre de la milliseconde).
Selon que le {\displaystyle k_{\text{eff}}} est supérieur, égal ou inférieur à 1, le système est dit sur-critique, critique ou sous-critique.
Pour caractériser les écarts par rapport à une situation critique, la notion de « réactivité ρ » est souvent introduite.
Par définition, {\displaystyle \rho ={\frac {k_{\text{eff}}-1}{k_{\text{eff}}}}} est une valeur sans unité s’exprimant de façon conventionnelle en pcm (pour cent mille).

Une unité plus physique et plus représentative de la réactivité est souvent utilisée : il s’agit du « Dollar » qui correspond à la proportion β de neutrons émis de façon retardée. Cette unité permet d’identifier, selon que ρ est inférieure ou supérieure à β, la nature des neutrons qui « piloteront » la dynamique d’un accident de criticité.

## Conséquences
L'accident peut être mortel pour les personnes à proximité du siège de l'accident ; elles développent généralement le syndrome d'irradiation aiguë ("maladie des rayons") dans les heures suivantes. Dans les cas de manipulation manuelle, l'opérateur est généralement exposé à un équivalent de dose de plusieurs dizaines de sieverts et décède en quelques jours.
Une telle réaction, qui se déclenche brutalement dès que les conditions propices sont réunies, peut donc causer une irradiation grave, voire mortelle, des personnes se trouvant à proximité de l'équipement concerné, et conduire à une émission limitée de gaz radioactifs. Cependant, dans les configurations typiques des installations du cycle du combustible, elle n'induit pas de dégagement important d'énergie et, en tout état de cause, ne présente pas de caractère explosif, elle ne peut donc pas produire d’explosion nucléaire.

## Risques et causes d'un tel accident
Ce risque peut se manifester à plusieurs stades du cycle du combustible nucléaire : dans l'usine d'enrichissement, lors du transport, du traitement de combustible irradié, de déchets nucléaires ou de l'utilisation de combustible.
L'accident peut être lié à une erreur humaine ou à la défaillance d'un équipement durant laquelle un paramètre dépasse son seuil critique. Cet état peut être atteint par un non-respect de procédure (utilisation d'un conteneur de trop grand diamètre pour une solution concentrée de plutonium) ou de manipulation (transfert d'une solution concentrée dans un équipement de géométrie quelconque). Il peut aussi résulter d'une perte de géométrie (rupture de confinement) ou d'une agression externe (séisme, inondation).

### Nucléaire civil
Le risque d'accident de criticité existe lorsque les processus industriels traitent du plutonium ou de l'uranium enrichi à plus de 1 % en uranium 235.

### Nucléaire militaire
Ce risque existe pour des assemblages massifs de matériaux fissiles, et dans des conditions favorables de ralentissement neutronique. Pour les quantités d'emploi courant, l'uranium ne soulève réellement des questions de criticité dans les processus industriels qu'au-delà d'un enrichissement de l'ordre de 20 %, ce qui correspond à la limite généralement admise pour l'enrichissement d'uranium « à usage militaire ». Quand de tels matériaux (susceptibles d'occasionner un accident de criticité) sont impliqués dans un processus industriel, les masses assemblées en un même lieu ne doivent jamais excéder la masse critique du matériau considéré.

## Prévention
La physique nucléaire permet de prédire à partir de quelle valeur un paramètre (masse, diamètre, volume, concentration…) permet de rendre critique un équipement ou une installation, en fonction du type de combustible (uranium, plutonium), de sa nature (composé chimique, concentration lorsqu'il est dans une solution), de la géométrie de l'équipement et de son environnement. Ces calculs complexes, mettant en jeu des hypothèses pessimistes, permettent de vérifier a priori les procédures afin de s'assurer que la criticité ne puisse jamais être atteinte. Des marges amont et des mesures de sécurité adaptées sont prises pour se prémunir contre les erreurs humaines et les défaillances.
La discipline visant à prévenir l'accident de criticité est appelé criticité.

### Prévention en France
En France, le réacteur expérimental Silene a été développé en 1974 pour étudier la phénoménologie et les conséquences d'un accident de criticité.
Outre un travail d'analyse de retour d'expérience fait à partir des données disponibles pour les accidents connus, des programmes expérimentaux d'études de la criticité ont été conduits (durant plus de 20 ans) par l'industrie nucléaire française (AREVA-NC, AREVA-NP) avec l'ANDRA et l'autorité de sûreté et l'IRSN, associant parfois des acteurs internationaux (US-DOE235 dans la « Station de criticité de Valduc » pour notamment qualifier les outils de calculs et les modèles, dans le cadre de plusieurs programmes de recherche dont
- Le programme HTC (Haut Taux de Combustion),
- Le programme PF (Produits de Fission)
- Le programme MIRTE (Matériaux en Interaction et Réflexion Toutes Épaisseurs),

## Cas réels connus

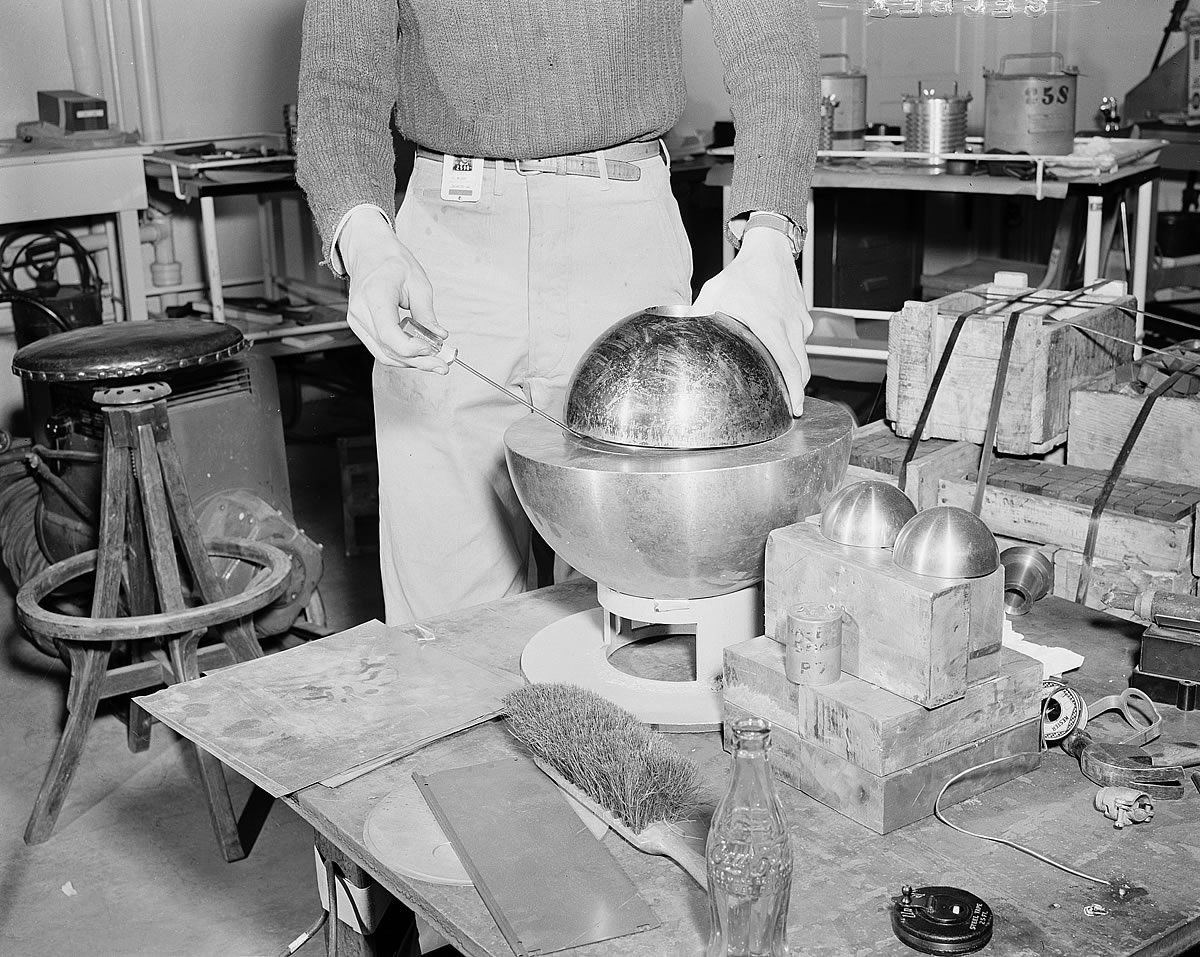
Simulation (reconstitution) de l'accident de criticité (21 mai 1946) qui a entraîné la mort de Louis Slotin.

Les deux premières excursions nucléaires accidentelles mortelles ont eu lieu en 1945 et 1946 à Los Alamos.

Selon une étude de l'IRSN d'octobre 2009, une soixantaine d’accidents de criticité ont été déclarés dans des installations nucléaires depuis 1945 : 
- 39 sont survenus sur les réacteurs de recherche et dans les laboratoires sur des assemblages critiques,
- 22 dans les installations du cycle du combustible.

Ces accidents n’ont pas provoqué de rejets radioactifs significatifs dans l’environnement, mais des irradiations importantes entraînant 19 décès dont 15 entre 1945 et 1971.
Des accidents de criticité se sont produits en contexte civil et militaire, dont deux en France en 1960 et 1968 à Saclay :
- 21 août 1945, Laboratoire national de Los Alamos, Nouveau-Mexique (États-Unis). Cet accident (Demon Core) provoqua la mort de Harry Daghlian Jr..
- 21 mai 1946, Laboratoire national de Los Alamos, Nouveau-Mexique (États-Unis). Cet accident (Demon Core) provoqua la mort de Louis Slotin.
- 15 mars 1953, Complexe nucléaire Maïak, accident de criticité par erreur de protocole. Un opérateur transvasait un solution de nitrate de plutonium dans un réceptacle non prévu à cet effet et fut soumis à une dose estimée à 10 Gy lorsque la criticité est atteinte. Amputé des jambes, l'un des deux opérateurs décéda 35 jours après.
- 21 avril 1957, Complexe nucléaire Maïak, accident de criticité par erreur de conception industrielle. Un réservoir recevant un précipité provenant d'une solution d'uranium exposa un opérateur à une dose de l'ordre de 30 Gy, qui mourut 12 jours après. Cinq autres survécurent, mais présentèrent un syndrome d'irradiation aiguë et des doses allant jusqu'à 3 Gy.
- 2 janvier 1958, Complexe nucléaire Maïak, accident de criticité par erreur de protocole. Des opérateurs s'approchèrent d'un réservoir d'une solution d'uranium et réfléchirent suffisamment de neutrons pour créer une masse critique. Trois opérateurs moururent dans la semaine après avoir reçu 5 à 6 Sv ; une troisième survécut au syndrome d'irradiation et devint aveugle dans les années suivantes.
- 16 juin 1958, Oak Ridge, Y-12 National Security Complex, 1 personne vécut 14,5 ans, 1 personne survécut 17,5 ans, 5 sont encore en vie 29 ans après.
- 15 octobre 1958, Institut des sciences nucléaires de Vinča (Yougoslavie).
- 30 décembre 1958, Laboratoire national de Los Alamos - Nouveau-Mexique (États-Unis). L’opérateur (Cecil Kelley) reçut 120 Gy et décéda 35 heures après l’accident, 2 autres opérateurs reçurent des doses de 1,34 et 0,53 Gy.
- 16 octobre 1959, Usine de traitement chimique de l'Idaho.
- 15 mars 1960 Saclay (France)[10]  Pas de personne irradiée. 3x10^18 fissions de noyaux, 1 pic. Maquette critique (Alize) - 2,2 tonnes de barreaux d'oxyde d'uranium enrichis à 1,5%, sous eau. Pour une raison inconnue, un opérateur a effectué le retrait total d'une barre absorbante (au lieu d'un retrait partiel) - arrêt de la réaction par effet Doppler - non destruction du cœur.
- 5 décembre 1960, Complexe nucléaire Maïak. 5 opérateurs reçurent des doses comprises entre 2,4 et 20 mSv.
- 14 juillet 1961, Combinat chimique de Sibérie. Un opérateur reçut 2 Gy, sans lésion clinique durable.
- 7 avril 1962, Complexe nucléaire de Hanford. 3 personnes reçurent des doses importantes sans lésion clinique apparente.
- 7 septembre 1962, Complexe nucléaire Maïak. Pas de personnel ayant subi des doses significatives.
- 30 janvier 1963, Combinat chimique de Sibérie. 4 personnes se situant à environ 10 mètres du réservoir ont reçu des doses comprises entre 0,06 et 0,17 Gy.
- 2 décembre 1963, Combinat chimique de Sibérie. Équivalent de dose maximale de 5 rem.
- 24 juillet 1964, United Nuclear Fuels Recovery Plant (Wood River Junction (Rhode Island)).
- 3 novembre 1965, Elektrostal Machine Building Plant. Un opérateur situé à env. 4,5 m de la pompe reçut 34 mSv.
- 16 décembre 1965, Complexe nucléaire Maïak. 17 opérateurs reçurent des doses < 10 mSv, 7 opérateurs < 20 mSv et 3 opérateurs < 7 mSv.
- 14 octobre 1968 Saclay (France)[10] 1 personne légèrement irradiée 1 pic ISIS Maquette critique du réacteur OSIRIS - combustible U-Al enrichi à 93% Excursion de puissance due à un retrait anticipé d’une expérience très absorbante alors que toutes les barres n'était pas en position basse. La réaction en chaîne a été arrêtée lorsque l'opérateur a laissé retomber le dispositif expérimental. Quelques éléments du cœur ont été déformés. La hauteur d’eau a été suffisante pour assurer la protection de l’agent - accident non documenté.
- 10 décembre 1968, Complexe nucléaire Maïak. Le Chef d’atelier décéda 1 mois après l’accident (24,5 Sv), l’opérateur a perdu la vue et il fut amputé d’une main et des deux jambes (7 Sv), 6 opérateurs reçurent des doses < 16 mSv, 4 opérateurs < 1,5 mSv.
- 24 août 1970, Windscale Works – Royaume-Uni. Irradiation très faible de deux agents.
- 17 octobre 1978, Idaho Chemical Processing Plant. 2 personnes faiblement irradiées.
- 13 décembre 1978, Combinat chimique de Sibérie. Un opérateur reçut 2,5 Gy et 20 Gy au niveau des bras et des mains – amputation des bras et dégradation de la vue, 7 autres personnes reçurent des doses comprises entre 0,05 et 0,6 Gy.
- 23 septembre 1983, Constituyentes (Argentine).
- 15 mai 1997, Usine de concentrés chimiques de Novossibirsk. Doses insignifiantes.
- 30 septembre 1999, JCO Fuel Fabrication Plant - Tokaimura Ibaraki (Japon). Trois opérateurs reçurent respectivement 17 Sv, 10 Sv et 3 Sv. Les deux premiers décédèrent quelques mois après l'accident.